# Physique numérique (théorique)
En physique et en cosmologie, la physique numérique est une collection de points de vue théoriques basés sur l'hypothèse que l'univers est, fondamentalement, descriptible par l'information, et est donc calculable. Par conséquent, l'univers peut être conçu comme étant à la fois le produit d'un immense calcul et comme un vaste dispositif de calcul numérique (ou, du moins, mathématiquement isomorphe à un tel dispositif). La physique numérique est fondée sur la position forte de la thèse de Church-Turing, baptisée thèse de Church–Turing–Deutsch. Il s'agit d'une synthèse entre la notion du déterminisme physique et du déterminisme mathématique.

## Histoire
Tout ordinateur doit être compatible avec les principes de la théorie de l'information, la thermodynamique statistique, et la mécanique quantique. Un lien fondamental entre ces domaines a été proposé par Edwin Jaynes en 1957 dans deux séminaires. En outre, Jaynes a élaboré une interprétation de la théorie des probabilités comme étant une forme généralisé de la logique booléenne, ce qui est un point de vue très pratique pour relier la physique fondamentale avec la théorie de la calculabilité puisqu'elle constitue une base formelle à la calculabilité.
L'hypothèse que l'univers n’est pas plus expressif que les machines de Turing a été lancé par Konrad Zuse, dans son livre Calculating Space. Le terme physique numérique a d'abord été employé par Edward Fredkin, qui plus tard est venu à préférer le terme philosophie numérique. D'autres ont modélisé l'univers comme un ordinateur géant: Stephen Wolfram, Juergen Schmidhuber, et lauréat du prix Nobel Gerard 't Hooft. Ces auteurs soutiennent que le caractère probabiliste de la physique quantique n'est pas incompatible avec la notion de calculabilité. Des  versions quantiques de la physique numérique ont récemment été proposées par Seth Lloyd, David Deutsch, et Paola Zizi.
Les idées connexes comprennent la théorie des ur-alternatives de Carl Friedrich von Weizsäcker, le pancomputationalisme, la théorie de l'univers informatique de John Wheeler « It from bit », et la théorie de Max Tegmark de l'ensemble ultime.

## La physique numérique

### Vue d'ensemble
La physique numérique suggère qu'il existe, du moins en principe, un programme pour un ordinateur qui calcule l'évolution de l'univers. L'ordinateur pourrait être, par exemple, un énorme automate cellulaire (Zuse 1967), ou une machine de Turing universelle, comme l'a suggéré Schmidhuber (1997), qui a souligné qu'il existe un programme très court qui permet de calculer tous les univers calculables possibles avec une complexité algorithmique asymptotique.
Certains tentent d'identifier les propriétés quantiques avec de simples bits. Par exemple, si  une particule, comme un électron, passe d'un état quantique à un autre, ceci peut être considéré comme le changement de valeur d'un bit (0 à 1, par exemple). Un seul bit suffit pour décrire un commutateur quantique d'une particule donnée. Comme l'univers semble être composé de particules élémentaires dont le comportement peut être complètement décrit par les commutations quantiques qu'ils subissent, ceci implique que l'univers dans son ensemble peut être décrit par des bits. Chaque état est information, et chaque changement d'état est un changement de l'information (nécessitant la manipulation d'un ou plusieurs bits). Mettant de côté la matière noire et l'énergie noire, qui sont mal comprises à l'heure actuelle, l'univers connu se compose d'environ 1080 protons et du même nombre d'électrons. Ainsi, l'univers pourrait être simulé par un ordinateur capable de stocker et de manipuler environ 1090 bits, et ne serait pas plus expressif que les machines de Turing.
La gravitation quantique à boucles peut apporter un soutien à la physique numérique, en ce qu'il suppose que l'espace-temps est quantifié. Paola Zizzi a formalisé ce concept,. 
D'autres théories combinent des aspects de la physique numérique et de la gravité quantique à boucles comme celle de Marzuoli et de Rasetti, et Girelli et Livine.

### Les ur-alternatives Weizsacker
Le physicien Carl Friedrich von Weizsäcker a proposé la théorie des ur-alternatives (archétype d'objets),  dans son livre l'unité de la nature (1980), développé dans les années 1990, cette théorie est une sorte de physique numérique qui construit axiomatiquement la physique quantique à partir des alternatives binaires des phénomènes observables. Weizsäcker a utilisé sa théorie pour calculer la tri-dimensionnalité de l'espace et pour estimer l'entropie d'un proton tombant dans un trou noir.

### Le pancomputationalisme ou la théorie de l'univers informatique
Le pancomputationalisme est la conception que l'univers est une énorme machine à calculer, ou plutôt un réseau de processus de calcul qui, à partir des lois physiques fondamentales, calcule (développe dynamiquement) son propre état à partir de son état actuel.
Un univers informatique est proposé par Jürgen Schmidhuber dans un document basé sur l'hypothèse de Konrad Zuse (1967) que l'évolution de l'univers est calculable. Il a souligné que l'explication la plus simple pour l'univers serait une machine de Turing très simple conçue pour exécuter systématiquement tous les programmes possibles de calcul de toutes les histoires possibles pour tous les types de lois de la physique.
Il a également souligné qu'il y a un moyen efficace de calculer de façon optimale tous les univers calculables en se basant sur l'algorithme de Leonid Levin de recherche universelle (1973). En 2000, il a étendu ce travail en combinant la théorie de Ray Solomonoff de l'inférence inductive avec l'hypothèse que rapidement les univers calculables sont plus viables que les autres. Ce travail sur la physique numérique a également conduit à la complexité de Kolmogorov et au concept de Super-Omégas, qui sont des nombres encore plus aléatoires (dans un certain sens) que le nombre Omega  de Gregory Chaitin.

### «It from bit» - John Wheeler
Après Jaynes et Weizsäcker, le physicien John Wheeler a écrit ce qui suit :
« Il n'est pas déraisonnable d'imaginer que l'information est au cœur de la physique, tout comme elle est au cœur d'un ordinateur. […] "It from bit". Autrement dit, tout «être» — chaque particule, chaque champ de force, même le continuum espace-temps lui-même — tire sa fonction, sa signification, son existence entière — même si c'est indirectement dans certains contextes — à partir des réponses oui-non que les appareils ont donné aux questions, aux choix binaires, aux bits. "It" symbolise l'idée que chaque élément du monde physique a au fond — un fond très profond, dans la plupart des cas — une source immatérielle et une explication, que nous appelons la réalité, qui surgit, en dernière analyse, par la pose de questions oui-non et de l'enregistrement des réponses fournies par les appareils de mesure, bref, que toutes les choses physiques ont une origine dans la théorie de l'information et que c'est un univers participatif.» (John Wheeler, 1990: 5)
David Chalmers de l'Université nationale australienne a résumé les vues de Wheeler comme suit :
« Wheeler (1990) a suggéré que l'information est fondamentale pour la physique de l'univers. Selon cette doctrine «it from bit», les lois de la physique peuvent être exprimées en termes d'information, postulant  différents états qui donnent lieu à des effets différents sans réellement dire ce que sont ces états. Ce n'est que leur position dans un espace d'information qui compte. Si c'est exact, alors l'information est un candidat naturel pour jouer également un rôle dans une théorie fondamentale de la conscience. Nous sommes amenés à une conception du monde où l'information est vraiment fondamentale, et possédant deux aspects, correspondant à la physique et aux caractéristiques phénoménales du monde ».
Chris Langan s'appuie également sur les vues de Wheeler dans sa métathéorie épistémologique :
« En 1979, Wheeler a inventé l'expression «trou noir», mise à profit philosophique dans l'excellent titre d'un document exploratoire, «au-delà du trou noir», dans lequel il décrit l'univers comme un circuit auto-excité. Le document comprend une illustration dans laquelle une partie d'un U majuscule, apparemment signifiant l'univers, est associé à un gros œil à l'air intelligent regardant attentivement ce qui concerne l'autre côté, ce qu'il acquiert officiellement que par l'observation de l'information sensorielle. Par sa force de symbolisation, l'œil représente l'aspect sensoriel ou cognitif de la réalité, peut-être même un spectateur humain dans l'univers, tandis que la cible perceptive de l'œil représente l'aspect informationnel de la réalité. En vertu de ces aspects complémentaires, il semble que l'univers peut dans un certain sens, mais pas nécessairement celui du sens commun, être qualifié de "conscient" et d'"introspectif"... peut-être même d'"infocognitif" ».
La première présentation officielle de l'idée que l'information pourrait être la quantité fondamentale au cœur de la physique semble être due à Frederick W. Kantor (un physicien de l'Université Columbia). Le livre de Kantor l'«Information Mécanique» (Wiley-Interscience, 1977) a développé cette idée dans le détail, mais sans la rigueur mathématique.

### La physique numérique vs la physique informatique
Toutes les approches informationnelles de la physique (ou de l'ontologie) ne sont pas nécessairement numériques. Selon Luciano Floridi, le réalisme structurel informationnel est une variante du structuralisme réaliste qui supporte un engagement ontologique à un monde constitué de la totalité des objets informationnels en interaction dynamique les uns avec les autres. De tel objets informationnels doivent être compris comme une contrainte d'un objet à suggérer sa propre utilisation, son mode de fonctionnement propre.
L'ontologie numérique et le pancomputationalisme ont également des positions indépendantes. En particulier, John Wheeler a préconisé le premier, mais a été silencieux sur le second, voir la citation dans la section précédente.
D'autre part, le pancomputationalisme, comme celui de Lloyd (2006) qui modélise l'univers comme un ordinateur quantique, peut encore maintenir une ontologie analogique ou hybride, et les ontologues informationnels comme Sayre et Floridi n'embrassent ni une ontologie numérique ni une position pancomputationaliste.